# Pentaria bicolor
Pentaria bicolor es una especie de coleóptero de la familia Scraptiidae.

## Distribución geográfica
Habita en Estados Unidos.